# Zhixi (köpinghuvudort i Kina, Jiangsu Sheng, lat 31,81, long 119,45)
Zhixi (kinesiska: 直溪, 直溪镇) är en köpinghuvudort i Kina. Den ligger i provinsen Jiangsu, i den östra delen av landet, omkring 68 kilometer sydost om provinshuvudstaden Nanjing. Antalet invånare är 45 725. Befolkningen består av 24 225 kvinnor och 21 500 män. Barn under 15 år utgör 9,0 %, vuxna 15-64 år 72 %, och äldre över 65 år 18,0 %.
Runt Zhixi är det tätbefolkat, med 550 invånare per kvadratkilometer. Närmaste större samhälle är Yanling, 8,5 km norr om Zhixi. Trakten runt Zhixi består till största delen av jordbruksmark.
Genomsnittlig årsnederbörd är 1 525 millimeter. Den regnigaste månaden är juli, med i genomsnitt 289 mm nederbörd, och den torraste är januari, med 43 mm nederbörd.